# Résolution 1935 du Conseil de sécurité des Nations unies
Membres permanents
- Chine
- États-Unis
- France
- Royaume-Uni
- Russie

Membres non permanents
- Autriche
- Bosnie-Herzégovine
- Brésil
- Gabon
- Japon
- Liban
- Mexique
- Nigéria
- Turquie
- Ouganda

Résolution no 1934 Résolution no 1936
La résolution 1935 du Conseil de sécurité des Nations unies est adoptée à l'unanimité le 30 juillet 2010. Après avoir réaffirmé toutes les résolutions et déclarations précédentes sur la situation au Soudan, le Conseil proroge le mandat de la Mission conjointe des Nations unies et de l'Union africaine au Darfour (MINUAD) pour une nouvelle période de 12 mois jusqu'au 31 juillet 2011 et exige la fin des combats et des attaques contre le personnel des Nations unies et les civils.
La résolution, rédigée par le Royaume-Uni, est adoptée à la suite d'une recrudescence des attaques contre les soldats de la paix des Nations unies et les civils, notamment des embuscades, et la détention d'un pilote d'hélicoptère de la MINUAD par des groupes locaux. Le Conseil note également que les combats entre les groupes rebelles et le gouvernement se sont intensifiés. Le lendemain de l'adoption de la résolution 1935, le gouvernement soudanais demande aux casques bleus de la MINUAD de l'informer de ses mouvements, après avoir accusé les Nations unies de ne pas maintenir la paix dans les camps de réfugiés de l'ouest du pays.

## Résolution

### Observations
Le Conseil de sécurité exprime son soutien au processus politique dans la région du Darfour au Soudan et se félicite du dialogue entre le gouvernement soudanais et le Mouvement de libération et de justice (LJM), en déplorant cependant que certains groupes aient refusé de se joindre au processus politique. Il souligne la coopération entre les Nations unies et l'Union africaine conformément au Chapitre VIII de la Charte des Nations unies, et la nécessité d'une approche rigoureuse et stratégique des déploiements de maintien de la paix afin d'améliorer leur efficacité.
Il s'inquiète de la détérioration de la situation sécuritaire au Darfour par des violations du cessez-le-feu, des attaques rebelles, des combats intertribaux, des bombardements aériens par le gouvernement soudanais et des attaques contre le personnel humanitaire. Par ailleurs, toutes les violations des droits de l'homme et du droit international humanitaire au Darfour sont condamnées par le Conseil, tandis que la reprise des relations diplomatiques entre le Soudan et le Tchad le 15 janvier 2010 est saluée.

### Contenu
Prorogeant d'un an le mandat de la MINUAD, le Conseil exhorte l'opération à tirer pleinement parti de son mandat pour protéger les civils et faciliter l'acheminement de l'aide humanitaire. Il appelle à la promotion du processus politique mené par l'Union africaine et l'ONU au Darfour. Toutes les attaques et menaces contre la MINUAD sont fermement condamnées comme inacceptables et le Conseil exige que ces incidents cessent immédiatement. En outre, les restrictions imposées à la liberté de mouvement et d'opérations de la MINUAD sont préoccupantes, et le Secrétaire général Ban Ki-moon est tenu de faire rapport tous les 90 jours sur la mise en œuvre du mandat de la mission.
La résolution exige que toutes les parties au conflit mettent fin immédiatement à la violence, aux attaques contre les civils, les soldats de la paix et le personnel humanitaire et se conforment aux obligations internationales relatives aux droits de l'homme et au droit humanitaire. À cet égard, un mécanisme plus efficace de surveillance du cessez-le-feu est suggéré. Le Conseil est gravement préoccupé par la détérioration de la situation humanitaire et les menaces pesant sur les organisations humanitaires. Il réitére qu'il n'y aurait pas de solution militaire au conflit du Darfour et qu'un règlement politique est essentiel, toutes les parties, y compris les groupes rebelles, sont invitées à participer au processus.
Le Conseil de sécurité note que le conflit au Darfour a des conséquences sur le reste du Soudan et l'ensemble de la région, la MINUAD est instamment priée de coopérer avec la Mission des Nations unies au Soudan et la Mission des Nations unies en République centrafricaine et au Tchad. L'opération est également sollicitée pour aider aux préparatifs du référendum sur l'indépendance au Sud-Soudan. Le Conseil met en outre l'accent sur les solutions au problème des réfugiés et des personnes déplacées et sur les initiatives de récupération. Le Conseil s'inquiète de la persistance des conflits localisés et de la prolifération des armes, exigeant que toutes les parties au conflit prennent des mesures pour protéger les civils.
Enfin, le Secrétaire général est invité à assurer un dialogue et des rapports continus sur la situation des enfants dans le conflit, y compris l'utilisation d'enfants soldats et les violations des droits de l'homme.